# Życie Warszawy
Życie Warszawy è un quotidiano locale polacco.

## Storia
Il quotidiano è stato fondato nel 1944, quando Varsavia usciva dalla Guerra e dalla dominazione tedesca e cominciava la ricostruzione. Il primo numero è stato pubblicato 15 ottobre 1944 con una tiratura di 3 000 copie.
Durante il periodo della legge marziale la pubblicazione fu sospesa e riprese il 16 gennaio 1982. 
Nel 1991 viene acquistato da Nicola Grauso imprenditore sardo che porta numerose innovazioni, come aveva già fatto con L'Unione Sarda. 
In seguito appartenne all'uomo d'affari polacco Zbigniew Jakubas. Nel mese di agosto 2007 la società è stata venduta da Dom Prasowy Sp. z o.o. a Presspublica Sp.z o.o, società del gruppo Gremi Media, che è editore anche di Rzeczpospolita.
Al 2017 il quotidiano è solo disponibile come allegato del quotidiano Rzeczpospolita.